# Altamira Gonzalo
Altamira Gonzalo Valgañón (Zaragoza, 1949) es una jurista feminista española especializada en derecho de familia y derecho comunitario. De 2019 a 2021 fue vicepresidenta de la Asociación de Mujeres Juristas Themis, organización que presidió de 2006 a 2010. Ha presidido el Consejo Asesor de Igualdad para las políticas de igualdad del PSOE desde su creación en 2017 hasta 2021.

## Trayectoria
Aunque en un principio su intención era estudiar medicina acabó matriculándose en la Facultad de Derecho de Zaragoza. Esta especializada en Derecho de Familia y en Derecho Comunitario por la Escuela de Práctica Jurídica de la Universidad Complutense de Madrid. Se licenció y empezó a ejercer como abogada por el año 1974.

Primero me puse las gafas rojas, las de la lucha de clases. Cuando empecé a ejercer allá por el año 1974, las leyes eran tan machistas que no era posible ser abogada y no ser feminista si tenías un mínimo de sensibilidad social. Yo era responsable de lo que hacía profesionalmente, pero mi cuenta del banco la tenía que abrir mi marido. Yo le debía obediencia legalmente a él. ¿Por qué? Los dos habíamos hecho una carrera, el mismo esfuerzo, pero yo no tenía los mismos derechos que él. ¿Cómo no rebelarte contra esta injusticia? Así que las gafas moradas me las puse enseguida, a los veinte y pocos. Las abogadas hemos dado mucha caña desde hace muchos años al menos para cambiar las leyes”
Altamira Gonzalo

De 1987 a 1990 fue asesora jurídica de la Directora del Instituto de la Mujer, de 2006 a 2010 presidió la Asociación de Mujeres Juristas Themis, organización de la que es posteriormente fue vicepresidenta.
También ha asumido otras responsabilidades en organismos en defensa de la igualdad y contra la violencia hacia las mujeres, entre ellos ha sido Vocal del Observatorio Estatal contra la Violencia de Género dependiente del Ministerio de Igualdad (2006-2010), Vocal del Consejo Rector del Instituto de la Mujer (2008-2010), Consejera del Consejo Escolar del Estado (2008-2010), miembro del Consejo de Dirección del Instituto de la Mujer de Castilla-La Mancha (2008-2010), Vocal del Instituto Aragonés de la Mujer (desde 1993) y miembro del Observatorio Aragonés contra la violencia de género en condición de persona experta.
Altamira Gonzalo consiguió la primera sentencia que llevó a un hombre a la cárcel por el delito de impago de pensiones. “Aquel episodio tuvo mucha relevancia ya que aplicó el Código Penal de la democracia, que introdujo este delito. El ex marido de mi clienta fue condenado una primera vez y continuó sin pagar las pensiones para sus hijos, por lo que volvió a ser condenado. Por eso fue a la cárcel y cumplió las dos condenas”
Es miembro del Consejo de Redacción de la revista AequAlitas. Revista Jurídica de Igualdad de Oportunidades entre Mujeres y Hombres.
Presidió desde su creación en septiembre de 2017 hasta 2021 el Consejo Asesor para las políticas de igualdad del PSOE, un organismo multidisciplinar de apoyo al PSOE en materia de igualdad.  De 2019 a 2021 fue también vicepresidenta de la Asociación de Mujeres Juristas Themis. 

### Trayectoria política
Militante del PSOE de Aragón, en junio de 2014 participó en la plataforma creada en el PSOE-Aragón a la candidatura de Pedro Sánchez a la Secretaría General del PSOE.
Fue Secretaria de Igualdad del Partido Socialista en Aragón.
En junio de 2017 ponente en materia de igualdad y feminismo en el 39 congreso Federal del PSOE.

## Posiciones

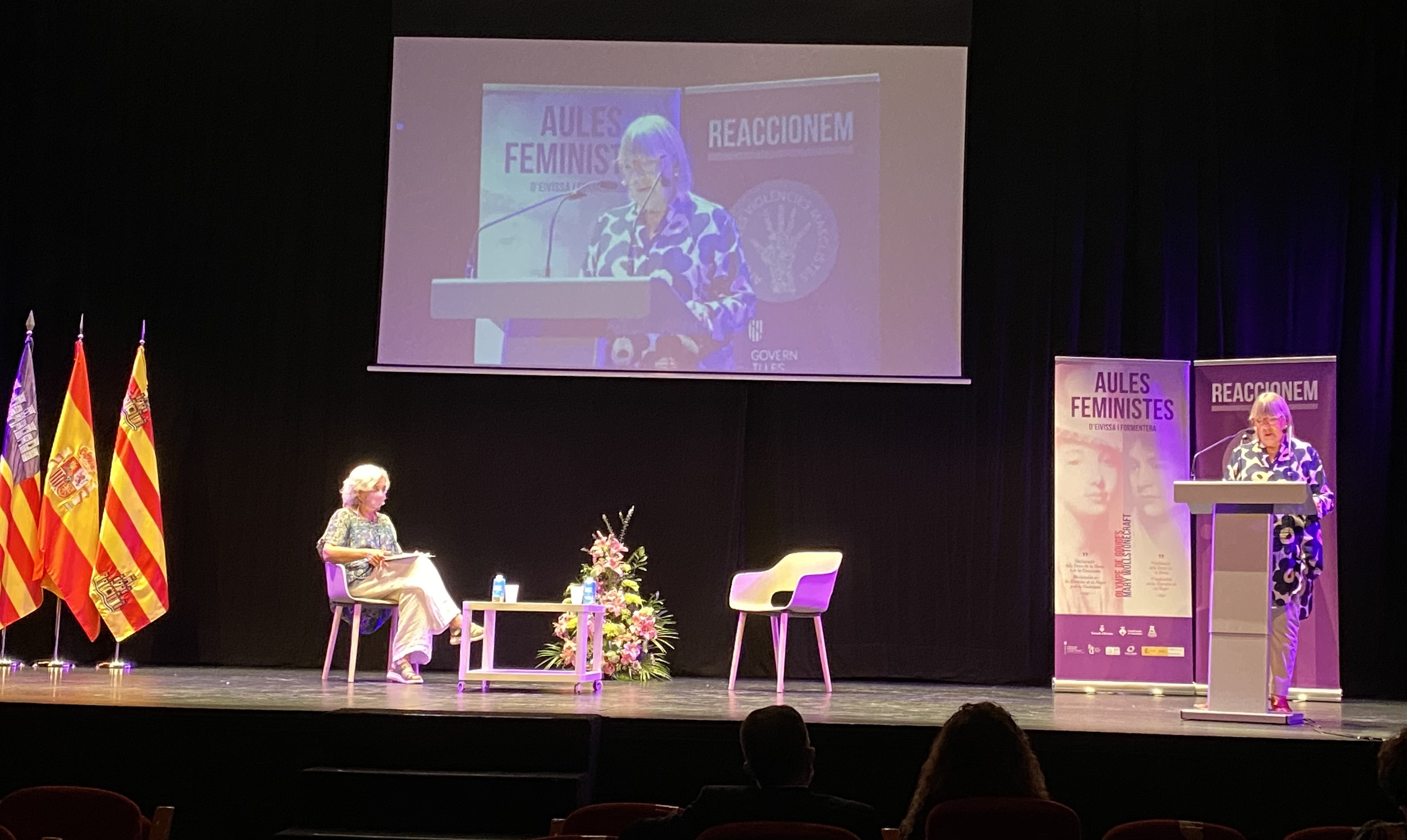
Altamira Gonzalo interviene en Aules Feministes d'Eivissa i Formentera 2020 organizadas por el Institut Balear de la Dona

Gonzalo denuncia que las diversas legislaciones históricas sobre la mujer, y desde el Derecho Romano hasta el Código Civil de 1889 la mujer se encontraba en una situación de desigualdad con respecto al hombre, «como una incapaz con independencia de su estado civil».
- Ley integral contra la violencia de género. La jurista considera que ha ayudado a paliar el agujero de los malos tratos. «Seguro que ha servido para que muchas mujeres no mueran por violencia de género y ha reducido el calvario procesal de una denuncia por malos tratos»[9]

- Custodia compartida. Gonzalo es favorable a la corresponsabilidad, es decir, la custodia compartida cuando la pareja convive, sin embargo alerta con las custodias preferentes, generales o impuestas, "porque tienen como finalidad el abaratamiento en la ruptura para los varones y ocasionan sufrimientos a menores cuyas consecuencias nadie se molesta en averiguar".[1]
- Síndrome de alienación parental (SAP) Denuncia que el SAP, la custodia compartida general o preferente, el mito de las denuncias falsas y los coordinadores parentales han sido todos creados en Estados Unidos por movimientos contrarios a la igualdad y los están extendiendo por otros países.[1]
- Considera que no hay alquiler de vientres altruista. "El alquiler de vientres es el paradigma del neoliberalismo. Todo lo que se pueda conseguir con dinero, es legítimo. Y yo lo siento, pero creo que no podemos vivir sin principios y quienes promueven el comercio de vientres, no los tienen y tampoco son respetuosos con la ley."
- Prostitución propone castigar a los clientes de la prostitución con una sanción económica y con pena de cárcel en el caso de que la prostituta sea menor de edad.[10]

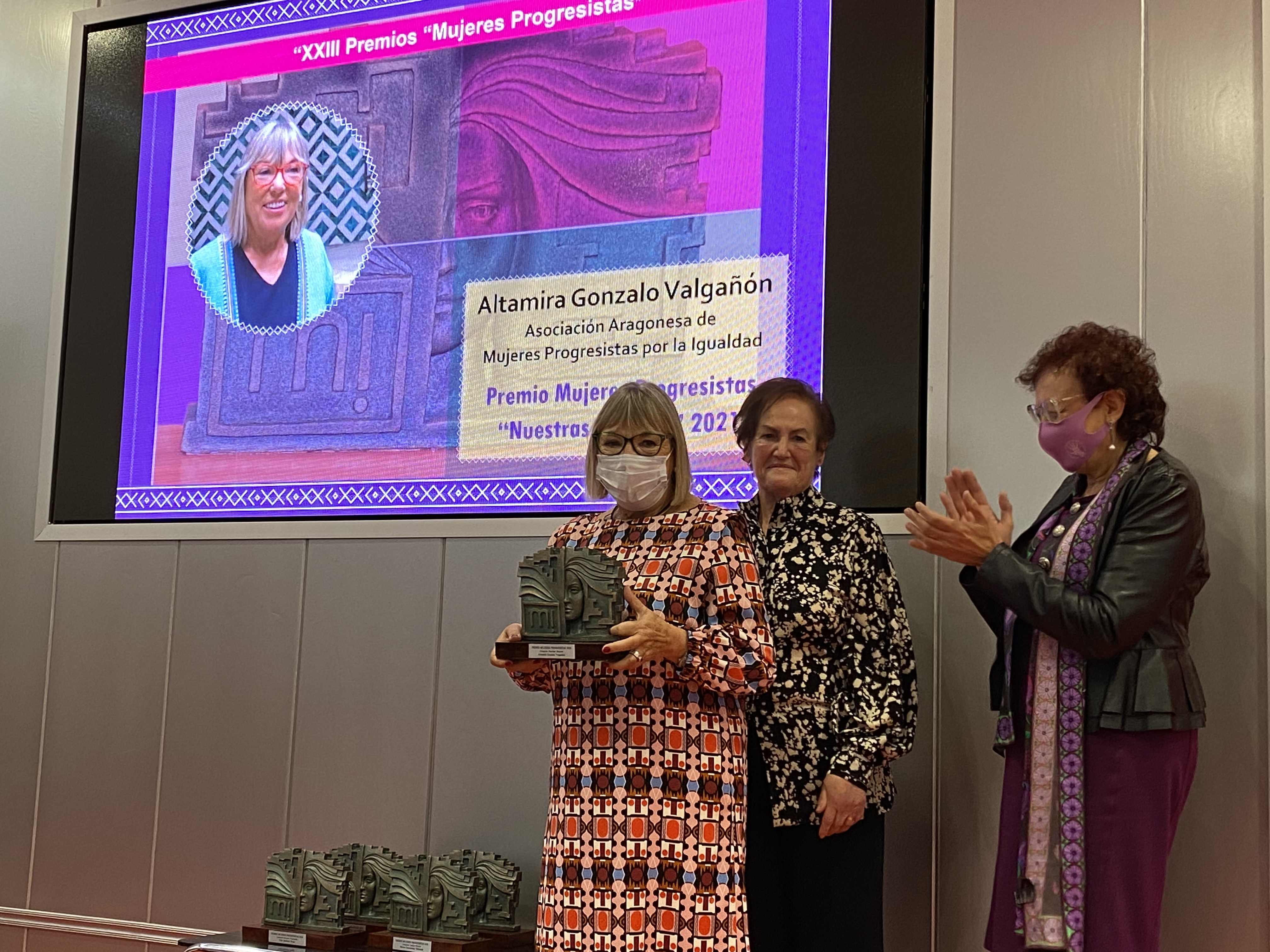
Premio Mujeres Progresistas 2021

## Premios y reconocimientos
- En enero de 2020 fue elegida entre las 25 mujeres más influyentes de España.

- En 2021 recibió el Premio Mujeres Progresistas en la categoría Nuestras Mujeres, otorgado por la Federación de Mujeres Progresistas.[11]
- En 2022 fue galardonada con el Premi Dones Progressistes 2022.[12]
- En 2025 recibió el Premio Igualdad de la Abogacía, en su quinta edición.[13][14]

## Artículos
- Por qué no hay igualdad en la carrera judicial (2019)